# Aechmophorus
Aechmophorus – rodzaj ptaków z rodziny perkozów (Podicipedidae).

## Zasięg występowania
Rodzaj obejmuje gatunki występujące w Ameryce Północnej.

## Morfologia
Długość ciała 51–74 cm; masa ciała 550–1800 g.

## Systematyka

### Etymologia
Aechmophorus (Aichmophorus): gr. αιχμοφορος aikhmophoros „oszczepnik”, od αιχμη aikhmē „włócznia”; φερω pherō „nosić”; aluzja do kości skoku, która jest wąska i w kształcie ostrza. 

### Podział systematyczny
Do rodzaju należą następujące gatunki:
- Aechmophorus occidentalis (Lawrence, 1858) – perkoz wielki
- Aechmophorus clarkii (Lawrence, 1858) – perkoz żółtodzioby